# Make-koshi
Make-koshi (jap. 負け越し) ist eine negative Siegesbilanz eines Sumō-Ringers in einem Basho (Turnier).
Bei diesen Turnieren werden Kämpfe von stets ungerader Anzahl bestritten, so dass immer eindeutig ausgesagt werden kann, ob ein Kämpfer – ein Sumōtori – mehr Kämpfe verloren hat als gewonnen, oder umgekehrt. Die Einstufung der Sumōtori hängt davon ab, wie sie in den Turnieren abschneiden.
Verliert ein Kämpfer während eines Turniers mehr Duelle als er gewinnt, wird dies make-koshi genannt und führt zur Herabstufung in der Banzuke. (Es gibt allerdings zwei Ausnahmen: Ein Yokozuna kann seinen Rang nie mehr verlieren, und ein Ōzeki wird erst nach zwei make-koshi hintereinander herabgestuft.)
Da in den höchsten Ligen, der Makuuchi- und der Jūryō-Division, jeder Kämpfer an jedem der 15 Tage des Basho einen Kampf bestreiten muss, erreicht er make-koshi, wenn er nicht mehr als sieben Siege erringt. In den unteren Ligen (Makushita, Sandanme, Jonidan und Jonokuchi) wird nur sieben Tage gekämpft, so dass es hier entsprechend drei Siege oder weniger sind.
Die Höhe des make-koshi entscheidet darüber, wie weit ein Kämpfer herabgestuft wird, d. h. ein 6–9 ist wesentlich ungünstiger als ein 7–8, obwohl es nur eine Niederlage mehr bedeutet.
Siehe auch: Kachi-koshi